# Monastero delle Clarisse (Levanto)
Il complesso monastico delle Clarisse è stato un luogo di culto cattolico situato nel comune di Levanto, in piazza Camillo Benso Conte di Cavour, oggi in provincia della Spezia. 
Il complesso non è situato nelle immediate vicinanze della chiesa di San Rocco, già chiesa della Santissima Trinità e facente parte dell'ex monastero, ma è proprio parte dello stesso.
Il complesso monastico delle Clarisse è oggi sede del municipio, della biblioteca civica e di altri uffici comunali, istituzionali e privati e, temporaneamente, anche di alcune sedi e reparti dell'ASL 5, essendo l'Ospedale di Levanto in fase di ristrutturazione.

## Storia e descrizione

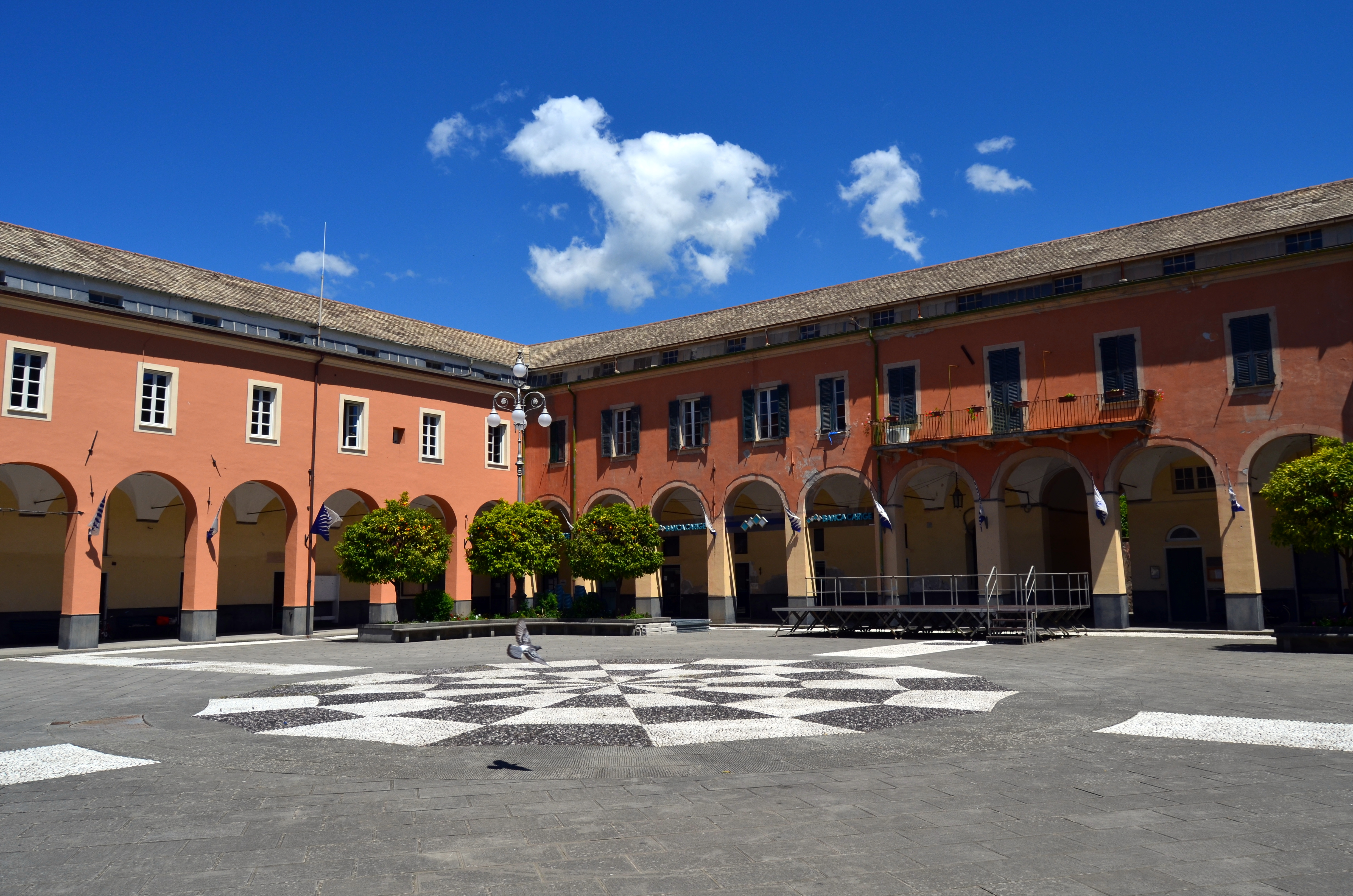
Altra visuale della piazza

Fu il concittadino Cesare Zattara, ai tempi residente però a Napoli, a gettare le basi per la costruzione di un nuovo complesso monastico, destinato alla Clausura religiosa e all'Ordine di Santa Chiara. 

A causa delle ingenti spese la costruzione subì un forte rallentamento dei lavori con l'ufficiale entrata delle religiose solamente nel 1688. 

Il complesso, sito nell'immediato centro storico, non fu mai completato interamente (risulta infatti mancante l'ala sud che fu chiusa da un alto muro di cinta) nonostante la comunità di Levanto nel tempo avesse impegnato notevoli capitali.
Con la dominazione napoleonica di fine XVIII secolo e inizio XIX secolo anche il complesso monastico rientrò nelle confische operate dai francesi a cui seguì la soppressione degli ordini religiosi. 
Dopo diversi passaggi di proprietà l'intero edificio ritornò a far parte del patrimonio comunale dalla seconda metà del XX secolo.